# B&V
株式会社B&V（ビーアンドブィ）は、カラオケボックスであるカラオケ館などを手がける日本の企業。シダックス・コミュニティー株式会社を連結子会社に持つ。
本稿ではB&Vが運営しているカラオケ館についても記述する。

## 概要
主力事業である「カラオケ館」のコンセプトは『シンプル・豪華』で、店舗により異なるが昼間の料金は30分60円などと安い料金設定になっている。ただし、掲示してある料金は部屋の利用料金であり、店舗によって異なるが別途通常380円の1ドリンクが必須となる。即時発行できる会員証を利用すると料金が割安になるサービスがある。
2018年5月30日、シダックスと資本・業務提携を締結。同年6月7日付で、レストランカラオケ事業を手がけるシダックス子会社のシダックス・コミュニティーの株式81%を取得して同社を連結子会社化した他、シダックスの持分法適用会社であったシダックストラベラーズコミュニティーの債権も譲受した。これにより、B&Vグループにおけるカラオケボックスの店舗数は大幅に増加することになった。「カラオケ館」は繁華街を中心に、「シダックス」は郊外中心に店舗を展開しているため、両店舗同士の競合はないとしている。「シダックス」店舗の「カラオケ館」への店舗名変更などに関しては協議中としていたが、後述するように2018年9月に「シダックス」から「カラオケ館」への転換店舗一号店がオープンした。B&Vは2020年7月にシダックスが保有していたシダックス・コミュニティー株式の19％を取得し、シダックス・コミュニティーを完全子会社化した。

## 沿革
- 1983年（昭和58年）12月 - 株式会社シェフ創立
- 1984年（昭和59年）5月 - 株式会社ビーアンドブィ設立
- 1987年（昭和62年）
  - 8月 - プールホールB&V開店（江古田）
  - 11月 - プールバーB&V開店（江古田）、ビリヤード商品輸入開始
- 1988年（昭和63年）4月 - ビリヤード用品ショールーム開設
- 1989年（平成元年）12月 - ビリヤード業務撤退
- 1990年（平成2年）2月 - カラオケ館 第1号店 江古田店オープン
- 1995年（平成7年）2月 - 本社を現在地（東京都中野区）に移転
- 2000年（平成12年）12月 - 複合カフェ施設第1号店としてマンガ・ネット館 川崎店を同時開業のカラオケ館 川崎店に併設してオープン
- 2003年（平成15年）
  - 2月 - 「マンガ・ネット館」商標登録
  - 3月 - 「カラオケ館」商標登録
  - 4月 - 近畿地区第1号店として大阪府大阪市にカラオケ館 道頓堀店オープン
  - 6月 - 名古屋支店開設・名古屋商工会議所加入。東海地区第1号店として愛知県名古屋市に日本最大（130ルーム）のカラオケ館 錦本店オープン。初のVIPルーム開設。
  - 10月 - 九州地区第1号店として福岡県福岡市にカラオケ館 天神本店オープン
- 2005年（平成17年）
  - 7月 - 東北地区第1号店として宮城県仙台市にカラオケ館 名掛丁店オープン
  - 11月 - 北海道地区第1号店として北海道札幌市にカラオケ館 狸小路店オープン
- 2006年（平成18年）10月 - 岩盤浴施設第1号店としてスパ・レイシュール 上野店オープン。中国地区第1号店として広島県広島市にカラオケ館 広島駅前店オープン
- 2008年（平成20年）10月 - ダイニング&アミューズメント施設第1号店として宮崎県に遊菜館 オープン
- 2009年（平成21年）7月 - 複合カフェ施設 自遊空間 熊本銀座通り店オープン
- 2010年（平成22年）
  - 3月 - 分社化の為、社名を「株式会社B&Vホールディングス」に変更、新たに「株式会社ビーアンドブィ」設立
  - 6月 - カラオケ館 第100号店 西荻窪駅前店オープン
- 2012年（平成24年）4月 - フィットネスクラブ施設第1号店として広島県にフィットネス館オープン
- 2013年（平成25年）7月 - マンガネット・ダーツ館 銀座店オープン
- 2016年（平成28年）9月 - カラ館レディースオープン
- 2017年（平成29年）6月 - 社名を「株式会社B&V」に変更
- 2018年（平成30年）
  - 6月 - シダックス・コミュニティー株式会社の株式81%をシダックスから取得し、シダックス・コミュニティーを連結子会社化
  - 9月 - シダックスからの転換店舗第1号店として、シダックス市原クラブをカラオケ館市原店として転換して再オープン
  - 11月 - 本店所在地を東京都新宿区西新宿（カラオケ館新宿店と同一）から、東京都練馬区向山へ移転
- 2020年（令和2年）7月 - シダックスが保有していたシダックス・コミュニティー株式会社の株式19%を取得し、シダックス・コミュニティーを完全子会社化

## カラオケ館

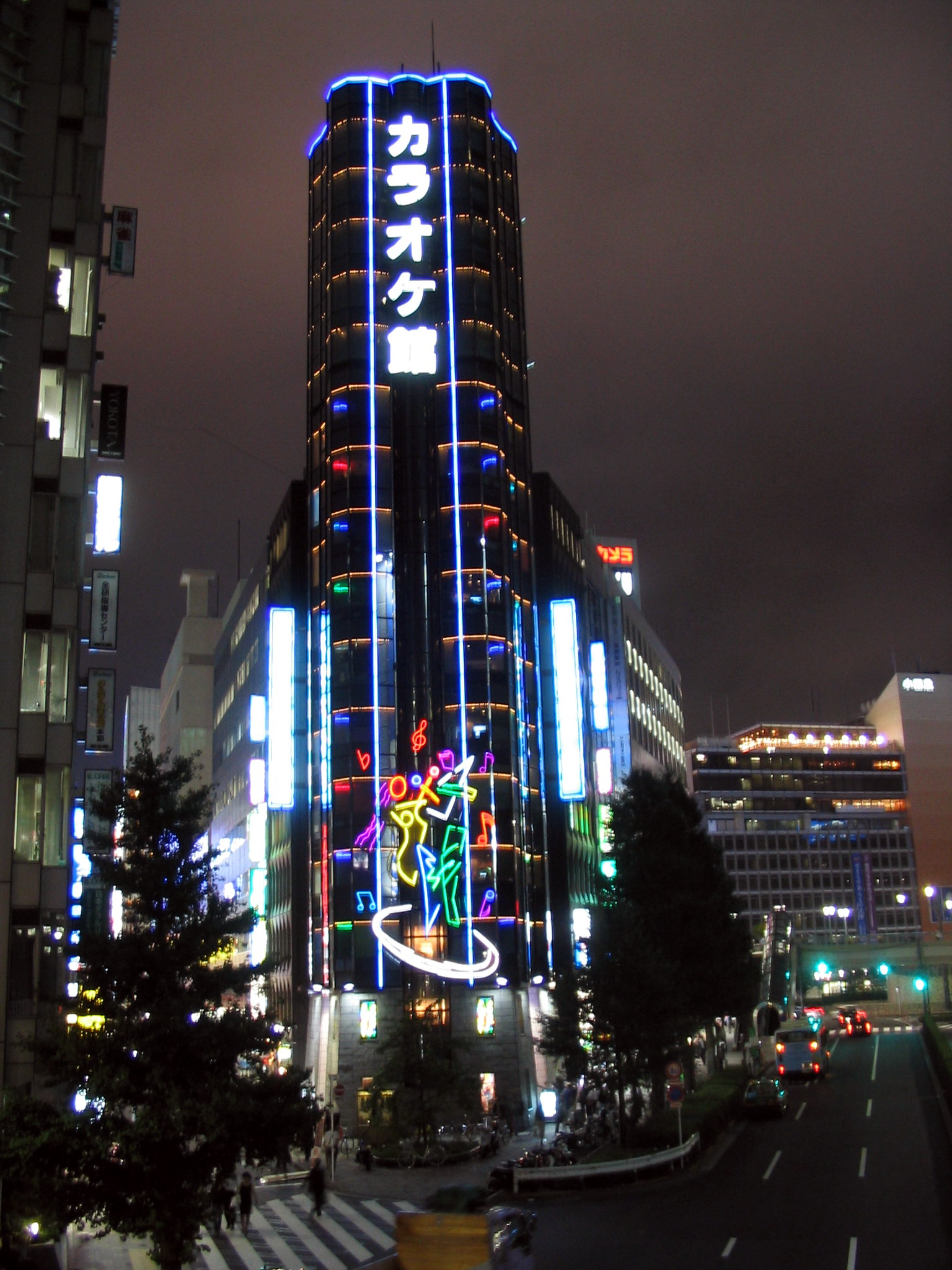
カラオケ館新宿店

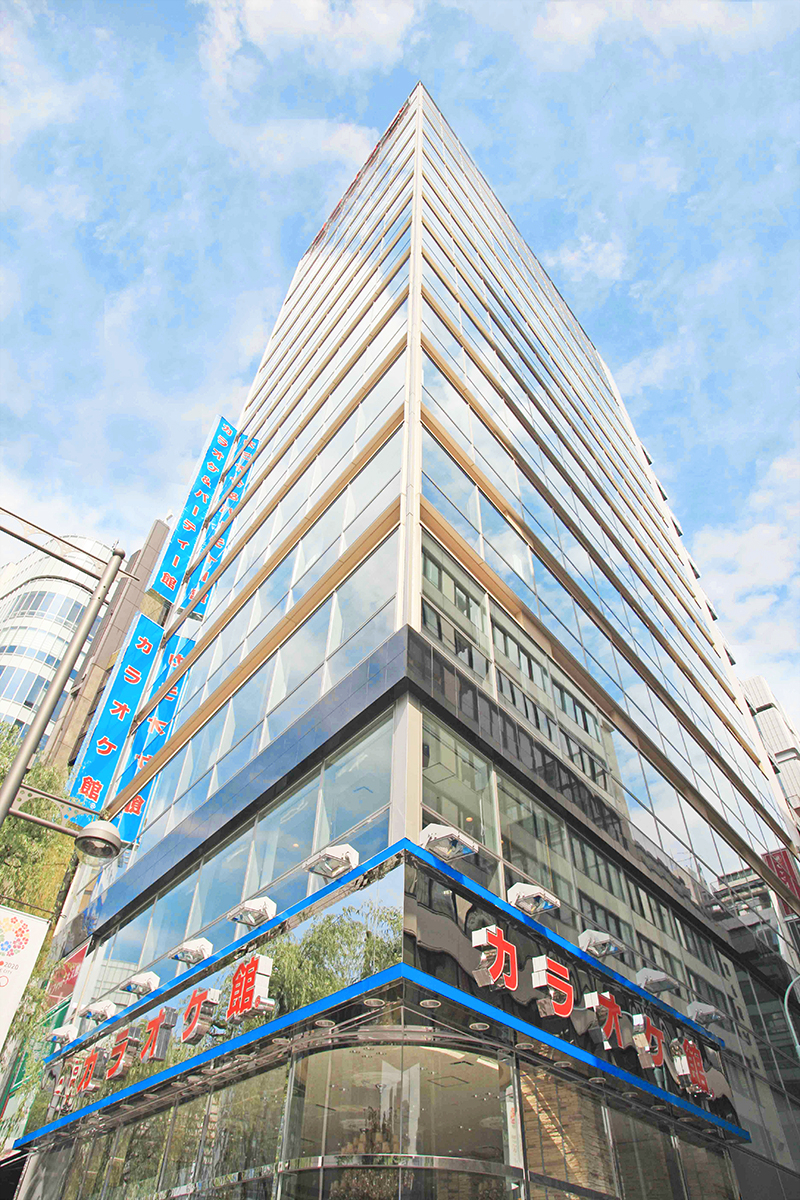
カラオケ館銀座総本店

### カラオケ機種
カラオケ機種はDAM（第一興商）・JOYSOUND（エクシング）の2種類が設置されており、フロントで選ぶことができる。

### 店内・ルーム
店内の部屋には、曲をかけると壁に絵が浮かぶ「ブラックライトアートルーム」や、大人数で楽しめる「パーティールーム」、その他に「ファーストクラスルーム」、「VIPルーム」、「クラブ調ルーム」などが置かれている。シダックスから転換された店舗は、「キッズルーム」が継続設置される。またトイレには一部店舗を除き女性用の「パウダースペース」も設備されている。
このほか、ヒトカラ需要に対応するため、2012年3月より一部店舗で「ひとりカラオケルーム」の導入を進めている。

### 対応する電子マネー
店舗によって異なる場合あり。
- QUICPay
- nanaco
- Suica
- WAON

### カラオケ館&SHIDAXアプリ
カラオケ館とシダックス・コミュニティーが運営しているレストランカラオケで利用できる公式アプリ。2018年7月31日までは「カラオケ館公式アプリ」という名前で、カラオケ館のみで利用可能であったが、同年8月1日からカラオケ館・シダックス両ブランドにおける相互利用が開始されたことに伴い、「カラオケ館&SHIDAXアプリ」としてリニューアルされた。会員証は両ブランドの会員証となり、ポイントも相互で利用できる。

### 店舗情報
2020年4月現在、北海道・岩手県・宮城県・福島県・東京都・茨城県・栃木県・群馬県・埼玉県・千葉県・神奈川県・静岡県・石川県・愛知県・岐阜県・京都府・大阪府・兵庫県・岡山県・広島県・徳島県・愛媛県・高知県・福岡県・熊本県・宮崎県・鹿児島県・沖縄県の27都道府県で店舗を展開している。詳細は店舗紹介を参照。このうち岩手県・福島県・栃木県・群馬県・石川県・岐阜県・兵庫県・岡山県・広島県・徳島県・愛媛県・高知県・鹿児島県・沖縄県に所在するB&Vグループが運営するカラオケボックスは「カラオケ館」のみとなっている。
シダックスからカラオケ館へ転換した店舗もあり、2018年9月から2019年10月にかけて、北海道・福島県・茨城県・栃木県・群馬県・千葉県・埼玉県・東京都・神奈川県・静岡県・愛知県・石川県・岐阜県・大阪府・兵庫県・岡山県・広島県・愛媛県・高知県・福岡県・沖縄県の一部店舗がシダックスからカラオケ館へ転換された他、2019年以降も群馬県・埼玉県・千葉県・富山県・愛知県・大阪府・山口県の一部店舗もシダックスからカラオケ館への転換を実施する予定。このうち福島県・茨城県・栃木県・群馬県・静岡県・富山県・石川県・岐阜県・岡山県・山口県・徳島県・高知県・愛媛県・沖縄県は、カラオケ館初出店となる。
青森県・秋田県・山形県・新潟県・福井県・山梨県・長野県・三重県・滋賀県・奈良県・和歌山県・島根県・香川県・佐賀県・長崎県の15県には、B&Vグループが運営しているカラオケボックスは所在しない。

## その他の事業
タイム珈琲
B&Vが手掛けているカフェ店舗。2024年5月8日に事業開始。2024年8月現在銀座、歌舞伎町に2店舗展開。
KKラウンジ
B&Vが手掛けているネットカフェ店舗。マンガ・ネット館川﨑店とネットルーム館なんば戎橋店から転換した2店が営業
グランピングB&V
B&Vが手掛けているグランピング施設。2023年8月1日より那須高原にてオープン

### かつて手がけていた事業
フィットネス館
かつてはフィットネス事業を手がけていたが、2018年3月に撤退。
マンガ・ネット館
B&Vが手がけていた漫画喫茶事業。2024年9月末に、最後に残った神奈川県川崎店の閉店で撤退。

## グループ会社
- シダックス・コミュニティー株式会社 - レストランカラオケ「シダックス」を展開している企業で、B&Vの連結子会社。「カラオケ館」未出店の県にも出店している。